# Saccharina longicruris
Laminaire à long stipe
Espèce
Synonymes
- Hafgygia longicruris (Bach.Pyl.) Aresch., 1883
- Laminaria longicruris Bach.Pyl., 1824

Saccharina longicruris, appelée Laminaire à long stipe au Canada, est une espèce d'algues brunes de la famille des Laminariaceae.

## Description
La Laminaire à long stipe est une algue brune à la texture de cuir. Elle forme un long ruban de un à douze mètres ayant des bords plus ou moins ondulés. Le stipe entre le thalle et le crampon est très long, entre 1,5 et 2 m. Elle pousse très vite; jusqu'à 3 cm par jour.

## Répartition et habitat
Du côté américain de l'océan Atlantique, on la retrouve de l'Arctique jusqu'à Long Island. Elle pousse aussi dans les zones économiques exclusives de l'Irlande et du Royaume-Uni.
La Laminaire à long stipe pousse sur des surfaces dures (rochers, bois épaves) sur lesquelles elle se cramponne. On peut les trouver à faible profondeur (quelques mètres tout au plus) ou à marée basse sur les rochers semi-immergés. 

## Culture populaire
À l'Île aux Coudres, une croyance veut que les laminaires s’échouent sur les plages seulement au cours des hivers où le foin pour le bétail vient à manquer.